# Slobodan Milošević
Slobodan Milošević (Požarevac, Srbija, 20. kolovoza 1941. – Haag, Nizozemska, 11. ožujka 2006.), društveno-politički radnik SFRJ, srbijanski političar, bivši predsjednik Srbije, Savezne Republike Jugoslavije i vođa Socijalističke partije Srbije te haški optuženik za ratne zločine i genocid.

## Životopis
Milošević je osnovnu školu i gimnaziju završio u rodnom Požarevcu, gdje je odrastao s majkom i bratom. Diplomirao je na Pravnom fakultetu Sveučilišta u Beogradu 1964. godine. Prvo zaposlenje mu je bila dužnost rukovoditelja za informiranje Skupštine grada Beograda. No, krajem 1960-ih godina počinje uspon u njegovoj karijeri kada je imenovan za zamjenika generalnog direktora beogradske tvrtke "Tehnogas", na čijem je čelu tada bio njegov prijatelj Ivan Stambolić. Godine 1973., Milošević postaje generalni direktor "Tehnogasa". Na toj dužnosti bio je do 1978. godine, kada je izabran za direktora "Beobanke". Neko je vrijeme bio i predstavnikom "Beobanke" u New Yorku. 
Politički je uspon počeo ranih osamdesetih, kao protege Ivana Stambolića, tada visokog srbijanskog stranačkog dužnosnika. Najprije je 1983. godine postao član Predsjedništva CK Saveza komunista Srbije, a u tom razdoblju obnašao je i dužnost predsjednika Općinskog komiteta Saveza komunista beogradske općine Stari Grad. U proljeće 1984. godine, Milošević (uz Stambolićevu potporu) biva izabranim za predsjednika Gradskog komiteta Saveza komunista Beograda, i tada počinje njegov ozbiljan uspon u politici. Pošto je u njega imao veliko povjerenje, u proljeće 1986. godine Stambolić je podupro Miloševića u izboru za predsjednika Saveza komunista Srbije. No, u jesen 1987. godine, Milošević se okreće protiv Stambolića i zbacuje ga s vlasti; smatra se da je 2000. naručio Stambolićevu otmicu i smaknuće.
Milošević je umro od srčanog infarkta u pritvoru Suda za ratne zločine počinjene na prostoru bivše Jugoslavije u Haagu, gdje mu se sudilo zbog ratnih zločina.

## Ozračje uspona
Jugoslavija je, od Titove smrti i pobune Albanaca na Kosovu 1981. godine bila u neprestanom previranju. Odlazak karizmatskoga vođe i "nadnacionalnog" diktatora ostavio je vakuum i doveo je do bujanja napetosti, poglavito međunacionalnih, koje je stari režim potiskivao i pokušavao riješiti privremenim i neučinkovitim mjerama. Nacionalno pitanje u zemlji 6 nacija (ili 8, ubroje li se Mađari i Albanci), triju konfesija i četiri službena jezika, prožeto civilizacijskim i povijesnim različitostima, mentalitetima i nacionalnopolitičkim ambicijama - još je intenzivirano teškom gospodarskom krizom u kojoj se Jugoslavija našla od konca 1970-ih godina. U toj su krizi, koja se pojačavala tijekom 1980-ih godina, dominirale sljedeće protimbe:
- Sve je jasniji postajao jaz između zapadnih republika, Slovenije i Hrvatske na jednoj, te istočnih, Srbije, Crne Gore i Makedonije na drugoj strani. Bosna i Hercegovina, zbog osjetljive pozicije kao višenacionalnoga konglomerata, i dalje se držala titoističke ortodoksije.

- Goruće pitanje koje je označilo konac SFRJ bijaše albanska pobuna na Kosovu. Albanci su, nezadovoljni svojim statusom, tražili državnost Kosova ili priključenje Albaniji. Poslije svih informacija i dezinformacija teško je reći u kojoj je mjeri albanski pokret bio obrambeni potez protiv represija srpskih policijskih snaga, a koliko autentična velikonacionalna iredenta koja je smjerala priključiti Kosovo državi Albaniji. Demografska eksplozija (Albanci su od kojih 60-65% stanovništva Kosova u poraću postali skoro 90% većina) kombinirana s poraslim samopouzdanjem i indoktrinacijom iz Enver Hoxhine Albanije, kao i slaba uklopljenost Albanaca u društvo ondašnje SFRJ doveli su do radikaliziranja albanskih nacionalnih zahtjeva i sukoba sa srpskim. Srpski nacionalizam, koji tijekom Brozove vladavine nije imao šanse, a ni prevelikih ambicija da se razmaše, potpaljen fitiljem albanske iredentističke pobune izuzetno je brzo nabujao, hranjen i ideološko-politički usmjeravan srpskom nacionalno-intelektualnom elitom u kojoj su dominirali Dobrica Ćosić, Smilja Avramov, Kosta Mihailović, Dejan Medaković, Vasilije Krestić, kao i drugi pisci, ekonomisti, povjesničari-članovi Udruženja književnika Srbije i Srpske akademije znanosti i umjetnosti. Istodobno su se pojavili i populističke masovne demonstracije, jasno obilježene srpskom nacionalnom ikonografijom. Cijela se situacija radikalizirala poslije propasti pokušaja srbijanskih političkih vođa da preoblikuju jugoslavensku federaciju u centralističku državu pod srpskom dominacijom (opis tih gibanja dan je preko poveznice na tekst o raspadu Jugoslavije, autor kojega je akademik Dušan Bilandžić). Nakon propasti pacifikacije Kosova, te neuspjeha političkoga pritiska koji je kanio centralizirati SFRJ, srpska nacionalnopolitička elita je krenula u snažniju preobliku nacionalnoga programa. Odlike tih gibanja bijahu masovni mitinzi, promidžbena kampanja za ostvarenje srpskih ciljeva i mobilizacija srpske inteligencije na formulaciji i realizaciji općenacionalnoga projekta. U takvom je ozračju Slobodan Milošević došao na vlast.

## Vlast i rastroj SFRJ
Dana 24. travnja 1987. godine, Milošević posjećuje Kosovo Polje gdje se susreo s lokalnim Srbima. Oni su se žalili da ih većinski Albanci teroriziraju. Tijekom njegova razgovora sa Srbima i lokalnim komunističkim funkcionarima, više tisuća Srba okupilo se ispred zgrade i počelo je kamenovati, zahtijevajući susret s Miloševićem. Dolazi do sukoba mase s milicijom, a Milošević staje na stranu naroda rekavši: Niko ne sme da vas bije.
 
Ova događanja izazvala su rascjep u državnom vrhu Srbije. Milošević se okreće protiv svoga dugogodišnjega mentora Ivana Stambolića i njegova bliska suradnika Dragiše Pavlovića, u to vrijeme čelnika beogradskih komunista. Pavlović je najoštrije kritizirao Miloševićevu politiku prema Kosovu, smatrajući da ona raspiruje srpski nacionalizam. Milošević stoga 23. rujna organizira Osmu sjednicu Centralnog komiteta SK Srbije, na kojoj je Pavlović uvjerljivom većinom smijenjen sa svih dužnosti. Tri mjeseca poslije, 14. prosinca, i Ivan Stambolić smijenjen je s dužnosti predsjednika Srbije. Krajem 1987. Milošević uspijeva ukloniti gotovo sve protivnike u državnom i partijskom vrhu Srbije, te uskoro, nizom poteza uspostavlja samovlast u Srbiji. Organizira tzv. "antibirokratsku revoluciju" u kojoj su masovnim mitinzima srušena nepouzdana partijska vodstva najprije autonomne pokrajine Vojvodine (listopada 1988.) i republike Crne Gore (siječnja 1989.), te na kraju pokrajine Kosova (veljača 1989.). Promjenom ustavnih odredbi ukinuta je autonomija Vojvodine i Kosova (ožujka 1989.), a albansko pučanstvo podvrgnuto žestokim vojno-policijskim represalijama i nadzoru. Milošević je pokušao eksportirati mitingaše u ostale republike, no to je naišlo na snažan otpor Slovenije i suzdržanu odbojnost Hrvatske i Bosne i Hercegovine. Tijekom 1988. i 1989. godine postalo je očito da razbuktali svesrpski pokret kojega je sada u potpunosti kontrolirao i usmjeravao Milošević kani preuzeti Jugoslaviju. Rastuće tenzije i pritisak Miloševićeve politike na izmjeni ustava iz 1974. godine - promjeni kojom bi postojeća zemlja od federacije s konfederalnim elementima postala unitarna, esencijalno jugosrpska država - doveli su u siječnju 1990. godine do raspada Saveza komunista Jugoslavije i, susljedno, do raspisivanja višestranačkih izbora u SFRJ u kojim su komunisti pobijedili u Srbiji, Crnoj Gori i Makedoniji, te izgubili u Sloveniji, Hrvatskoj i Bosni i Hercegovini. U toj situaciji Miloševićeva politika je imala sljedeće značajke:
- potpirivanje srpskog nacionalizma u Hrvatskoj i Bosni i Hercegovini, s prijetnjom oružanoga ustanka Srba protiv tih država. Također, u velikoj mjeri posrbljena JNA (preko 80% srpskog oficirskog kadra) je sve više dolazila pod Miloševićevu kontrolu, poglavito utjecajem na zapovjedni kadar.

- Milošević i njegovi suradnici imali su velik broj poluga vlasti u svojim rukama: od homogeniziranoga svenacionalnoga pokreta i financijskih središta u svojim rukama do JNA i prešutne potpore većine tzv. velikih sila.[nedostaje izvor] No, morao je računati i s tim da je zapad preferirao posljednjeg reformističkog premijera SFRJ, Antu Markovića, u želji da očuva Jugoslaviju ekonomskim reformama, ne razumijevajući bit i intenzitet nacionalnih sukoba u toj zemlji.

- post festum, izgleda da je Miloševićeva geopolitika odražavala velikosrpsku ideologiju na «stepeničasti» način: prva je opcija bila posrbljena Jugoslavija, sljedeća Jugoslavija bez Slovenije s pacificiranom Hrvatskom, treća «klasičnu» Veliku Srbiju s uključenom Crnom Gorom, Makedonijom, BiH i oko 70% Hrvatske, na zamišljenoj granici crte Virovitica - Karlovac - Karlobag, četvrta Srbiju s natpolovičnom većinom Bosne i Hercegovine i trećinom Hrvatske.

- na drugim poljima zemlja je bila u zastoju: nije došlo do značajnijih gospodarskih reformi, a ekstremno politizirano srpsko stanovništvo u cijeloj SFRJ je neprestance držano na rubu straha i agresije, te podjarivano promidžbenom mašinerijom koja je pripremala teren za konačni rat za Veliku Srbiju.

## Ratovi za Veliku Srbiju
Budući da sporadični nemiri, prijetnje uporabom sile JNA i iredentistička pobuna Srba u Hrvatskoj u kojoj su prometno paralizirani dijelovi južne Hrvatske nisu dali željene rezultate, Milošević je krenuo u vojnu agresiju u ljeto 1991. godine. Nakon kratkotrajnoga rata u Sloveniji, većina armijskih jedinica je povučena u Hrvatsku i Bosnu i Hercegovinu, poglavito na čvorne točke važne za osiguranje strateške pobjede i ostvarenje srpskih teritorijalnih apetita. Rat je u Hrvatskoj izbio punom silom u kasno ljeto 1991. godine, a u Bosni i Hercegovini početkom 1992. godine. Lokalni Srbi (oko 550.000 u Hrvatskoj i 1.400.000 u Bosni i Hercegovini) imali su punu podršku JNA i dobrovoljaca iz Srbije (više desetaka tisuća organiziranih u raznim paravojnim postrojbama), te, najvažnije, gospodarsku, tehničku, logističku i diplomatsku potporu Miloševićeve Srbije. Ne smije se zanemariti diplomatska podrška koju su, poglavito u početku rata u Hrvatskoj, Srbiji davale razne europske zemlje (bivše pripadnice Antante iz 1. svjetskoga rata) i pretežit dio američke državne politike. Na vrhuncu uspjeha, tijekom 1993. godine, Srbi su kontrolirali preko dvije trećine BiH i četvrtinu Hrvatske. Činilo se da je san o Velikoj Srbiji blizu ozbiljenja. No, mješavina više elemenata potkopala je te iluzije. Sankcije protiv Savezne Republike Jugoslavije (privremenoga surogata proširene srpske države), uvedene s dosta oklijevanja i parcijalno, 1992. godine, počele su davati rezultate; srpska se premoć u naoružanju topila i bojni je moral padao, a svjetska je diplomacija, uza sva kolebanja, utvrdila načelo nepromjenjivosti granica. Iako je vješto manipulirao protimbama u Europskoj Zajednici i SAD i dobro procijenio sporost i neučinkovitost međunarodnih institucija, Milošević je podcijenio odlučnost Hrvata i, sa zakašnjenjem Bošnjaka, da spriječe ostvarenje velikosrpske države. Stjecaj više okolnosti doveo je do sloma srpske paradržave u Hrvatskoj u kolovozu 1995. godine, a onu u Bosni i Hercegovini je od potpunoga kolapsa spasila samo američka intervencija - svjetska je diplomacija još uvijek gojila iluzije o snazi i sposobnosti Miloševića i njegovih podupiratelja. Mirovnim sporazumom u američkom gradu Daytonu, 21. studenog 1995. godine, došlo je do okončanja rata u BiH.

## Odnosi s drugim susjedima
Do listopada 1995. Savezna Republika Jugoslavija nije priznala nezavisnost Republike Makedonije i planirala je podjelu s Grčkom. Dvije države zajedno žele da Vijeće Europe zatvori bugarsku nuklearnu elektranu u Kozloduju kako bi oslabilo konkurentnost bugarskog gospodarstva i optužiti bugarske obavještajne službe za atentat na makedonskog predsjednika Kiro Gligorov. A kada je Bugarska službeno protestirala protiv kršenja prava Bugara u općinama Dimitrovgrad i Bosilegrad, u travnju 1995. Jugoslavija je službeno poslala odgovor UN-u optužujući Bugarsku za "diskriminaciju" neke imaginarne "srpske manjine" na njezinom teritoriju.

## Intervencija na Kosovu i Miloševićev pad
U sljedeće dvije godine potpora je Miloševiću u Srbiji opadala jer je, unatoč propagandnim makinacijama, većina stanovništva počela spoznavati da se ratni ciljevi nisu ostvarili, usprkos djelomičnom uspjehu priznanja Republike Srpske unutar Bosne i Hercegovine. Još je teži bio teret beznađa nastao pustošenjem gospodarstva, raslojavanjem društva, manipulacijama, korupcijom i općom besperspektivnošću s utegom Kosova kao stalnom potencijalnom prijetnjom. Studenog 1996. godine došlo je do izbornih prijevara na općinskim izborima. Oporbena koalicija "Zajedno" osvojila je vlast u većini gradova u Srbiji, no Miloševićev režim to nije priznao. Žestoki masovni prosvjedi okončani su u veljači 1997. godine, kada je Milošević posebnim zakonom "lex specialis" priznao oporbi pobjedu (srbijanska oporba je bila bez snažnije vanjske potpore, a u nacionalnopolitičkim pitanjima se nije bitnije razlikovala od Miloševića).
Prijelom je došao razbuktavanjem ustanka Albanaca na Kosovu 1998. godine i vojnim gušenjem pobune, praćene masovnim deportacijama albanskoga stanovništva. Nakon raznih diplomatskih pritisaka, 24. ožujka 1999. godine došlo je do zračnih udara NATO saveza na SR Jugoslaviju, s rezultatom povlačenja srpskih snaga s Kosova i stavljanja pokrajine pod međunarodni protektorat u lipnju 1999. godine.
U srpnju 2000. godine Milošević mijenja savezni Ustav i raspisuje izvanredne predsjedničke izbore, uvjeren da će osvojiti pobjedu. Međutim, poraz na Kosovu, spojen s izbornim prijevarama, zamorom naroda od općeg osiromašenja i izoliranosti te financijskom potporom zapadnih zemalja srbijanskoj oporbi, rezultirao je porazom Miloševića i njegove partije na izborima 24. rujna 2000. godine. Kako je Milošević odbio priznati poraz, prosvjedi su kulminirali masovnim prosvjedom 5. listopada i Milošević je pao s vlasti. 

Uhićen od novodošlih srpskih vlastodržaca zbog korupcije i nasilja, 1. travnja 2001. godine, predan je, pod pritiskom zapadnih zemalja (prije svega SAD i članica EU) u lipnju 2001. godine Međunarodnom sudu u Haagu za zločine u bivšoj Jugoslaviji. Optužnica ga je teretila za zločine na Kosovu, Hrvatskoj i Bosni i Hercegovini.

## Proces u Haagu i smrt
Suđenje Miloševiću, zbog ratnih zločina na Kosovu i Hrvatskoj, te genocida u Bosni i Hercegovini, počelo je 12. veljače 2002. godine u Haagu. Sam je Milošević odbio priznati formalnu jurisdikciju Haškoga suda, no nije pasivno promatrao izvođenje dokaza, nego je vodio vlastitu obranu uz pomoć niza pravnih i drugih stručnjaka iz Srbije i svijeta. Proces je u početku izazvao veliku medijsku senzaciju, no, kako je vrijeme odmicalo, a dokazi se i protudokazi gomilali, došlo je do prirodnoga zasićenja, te je suđenje Miloševiću pozorno praćeno uglavnom u Srbiji, a povremeno, u ovisnosti o tipu optužbe i svjedoka, na Kosovu, u Bosni i Hercegovini, te u Hrvatskoj. Haško je tužiteljstvo u svojoj optužnici iznijelo jasnu nakanu da Miloševića osudi za pokušaj realizacije projekta Velike Srbije pa je tako taj proces svrstan u kategoriju ideoloških procesa što su namjeravali, na neki način, dati povijesni pravorijek. Ukratko, teza tužiteljstva se mogla svesti na to da je Milošević izravno odgovoran za agresiju i ratove na području bivše Jugoslavije s ciljem da stvori državu u kojoj će živjeti svi Srbi, ne obazirući se na republičke granice koje su postale međudržavnima po sudu Badinterove komisije. Milošević je pak tvrdio da su republike kao Hrvatska i Bosna i Hercegovina izvršile nelegalnu secesiju od Jugoslavije te da se srpski narod u tim zemljama sam i spontano podigao na ustanak protiv vlasti tih zemalja, bez uplitanja Srbije. Također, tvrdio je da je SRJ imala pravo na vojno uredovanje na Kosovu radi očuvanja teritorijalnoga integriteta zemlje te da je intervencija NATO saveza protupravna vojna agresija. Problematičnost pristupa Haškoga tužiteljstva, kao i realna težina dokazivanja povijesne krivnje bilo koje nacionalne ideologije, doveli su, tijekom trajanja suđenja, do spornih ocjena: po jednima, Miloševićeva je krivnja u agresiji na Hrvatsku, BiH, te zločine na Kosovu, nedvosmisleno dokazana, a po sudu drugih optužnica nije uspjela dokazati glavne teze, prije svega zbog oskudnosti materijalnih dokaza koji bi izravno potvrđivali Miloševićevu upletenost u pojedine ratne zločine. Tužiteljstvo je oko dvije godine iznosilo optužnicu, a sudom je prodefilirao niz visoko rangiranih svjedoka (među inim, Ibrahim Rugova, Stjepan Mesić itd.). Početkom 2004. godine Milošević je počeo obranu, navevši oko 1.600 svjedoka (kasnije je to sveo na 1.200). No, razvlačenje samoga procesa, kao i sve veće narušenosti Miloševićeva zdravlja (bolovao je od srčanih smetnji i povišenoga krvnoga tlaka), doveli do do pravnih zavrzlama koji su još više usporili suđenje. Miloševićeva je obrana počela koncem 2004. godine i usredotočila se na pokušaje dokazivanja krivnje NATO saveza i vođa zemalja zapadnih država u ratu protiv SRJ 1999. godine. Sam je proces bio sve češće prekidan zbog pogoršavanja Miloševićeva zdravlja, što je dovelo do zahtjeva liječničkoga tima, kojeg je imenovao Milošević, da se Slobodan Milošević pusti na liječenje u Rusiju. Zahtjev je odbijen, objašnjenjem da može dobiti adekvatnu njegu u samom pritvoru, međutim nije htio uzimati terapiju što je naposljetku dovelo do srčanog infarkta kao uzroka smrti.
Dana 11. ožujka 2006. godine, Slobodan Milošević je pronađen beživotan u svom krevetu u pritvorskoj jedinici UN-a u Scheveningenu. Čuvar je odmah pozvao zapovjednika i liječnika pritvora. Liječnik je potvrdio da je Milošević mrtav. Predsjednik Suda Fausto Pokar naredio je provedbu istrage o Miloševićevoj smrti. Nizozemski ministar vanjskih poslova Bernard Bot izjavio je u Haagu da je Milošević umro prirodnom smrću. Od početka suđenja pred Haškim sudom, 12. veljače 2002. godine, proces je prekidan više od 15 puta, najčešće zbog Miloševićevih problema s krvnim tlakom. Sudsko vijeće Haškog suda odbilo je krajem veljače 2006. godine njegov zahtjev za privremenim puštanjem iz sudskog pritvora na liječenje u Moskvu. U obrazloženju odluke, Vijeće pod predsjedanjem sudca Patricka Robinsona navelo je da Milošević nije dokazao da je medicinski centar Bakuljev u Moskvi jedino mjesto na kojemu on može biti liječen, kao i da, unatoč jamstvu Rusije, nije izvjesno da bi se vratio na kraj suđenja, jer je optužen za teške zločine i da mu prijeti duga zatvorska kazna. Njegovi su pristaše odmah nakon objave smrti stali iznositi tvrdnje kako je umro (rabio se i izraz: "ubijen") zbog neljudskoga tretmana u pritvoru. Umro od srčanog infarkta, zbog svojevoljnog neuzimanja propisanih lijekova.
Pojedine političke grupacije u Srbiji, kao i dio javnosti, smatra[nedostaje izvor] da je Milošević ubijen u Haagu. Ovo potkrijepljuju time što mu je davana pogrešna terapija, čime je pogoršano njegovo zdravsveno stanje. Ništa od navedenog nije potkrijepljeno dokazima.

## Nasljeđe
Slobodan Milošević je imao jedan jedini politički cilj: ostvariti dominaciju Srba na što većem području bivše SFRJ. Tu tezu niječu jedino zagovornici velikosrpske ideologije, po kojima je SFRJ bila esencijalno protusrpska država, u kandžama hrvatske i slovenske hegemonije. Također, po takvim shvaćanjima vlast uspostavljena na demokratskim izborima 1990. godine u Hrvatskoj i Bosni i Hercegovini pripremala je pogrome i genocid nad Srbima, pa su stoga vojna agresija JNA i secesija hrvatskih i bosanskohercegovačkih Srba, kao i susljedni ratovi - nužnost zbog zaštite srpskoga naroda na područjima preko Drine. Još neke od teza koje dolaze iz tih krugova inzistiraju na navodno privilegiranom povijesnom statusu Srba prema Hrvatima, Bošnjacima muslimanima i Albancima, kao i na pravu na samoodređenje do odcjepljenja Srba gdje god se nalazili, neovisno od granica bivših socijalističkih republika. Ta stajališta nitko izvan srpskih nacionalnih krugova ne uzima ozbiljno, a dijelovi koji sadrže elemente racionalnoga pobijeni su svjetskom političkom praksom (npr. činjenicom da manjine nemaju pravo na samoodređenje, što je slučaj od Italije i Francuske do bivšega SSSR-a). U tu kategoriju spada i tvrdnja da Srbi nisu nikako mogli podnijeti da više ne žive u jednoj državi - teza koju obara rasutost Francuza, Nijemaca, Rusa ili Ukrajinaca izvan matičnih država.
Miloševićeva politika je inzistirala na što većem području nastanjenom Srbima (iako je u praksi provodila agresiju i etničko čišćenje i pokušaje etničkog čišćenja) na ozemljima gdje Srba praktički i nije bilo ili su bili malena manjina - npr. u Dubrovniku i Drnišu, te u velikim područjima Bosne i Hercegovine poput dijelova srednje Bosne, Bosanske Posavine i Podrinja), no sam rat nije bio nuždan od početka. Ukratko: srpska nacionalnopolitička ideologija se nije bitno promijenila od druge polovice 19. stoljeća, kada se legitimna težnja za ujedinjenjem srpskog naroda srazila sa, za Srbe, neugodnom realnošću da većina Srba koji bi se trebali pripojiti matičnoj srpskoj državi živi izmiješano, i često kao manjina, s drugim narodima - prije svih Hrvatima i Bošnjacima, a «sveta srpska zemlja» Kosovo je nastanjena etničkim Albancima. Doda li se tomu etno-konfesionalna i civilizacijska različitost, nije čudo da su oba jugoslavenska državna pokusa propala: Srbi su bili dovoljno brojni i nacionalno osviješteni da pokušaju dominirati, no ipak nedovoljno da tu dominaciju trajnije ostvare. Miloševićeva politika je stoga samo operacionalizacija srpske ideologije nacionalnoga ujedinjenja svim sredstvima: on je vješto, koliko su mogućnosti dopuštale, pokušao provesti taj nacionalni projekt, ali ga nije niti izumio (nastao je sredinom 19. stoljeća u ideologiji Velike Srbije), niti ga je politički inovirao (što su učinili autori poznatog Memoranduma SANU).
Nacionalni projekt koji je Milošević pokušao realizirati pokopalo je više silnica, a najviše sam tijek povijesti: esencijalno provincijalni balkanski imperijalizam, velikosrpski program nije mogao izaći na kraj s nacionalnom, političkom, kulturnom, ekonomskom i inom emancipacijom naroda koji su bili preprjekom njegovu ozbiljenju: Hrvati, Bošnjaci i Albanci su se nepovratno nacionalno kristalizirali i homogenizirali, a poraz ekstremističkih i ekspanzionističkih pokreta u 2. svjetskom ratu je učinio slične pokušaje neprihvatljivim kao osnovicu za oblikovanje političkih projekata koji bi imali šansu za dugoročniji opstanak. Srpski nacionalni program nije uzeo u obzir svjetske civilizacijske promjene i, što je još bitnije, porast snaga naroda na čija je etnička područja pretendirao. Stoga, pitanje o tom je li Milošević isključivo odgovoran za rat i da li se SFRJ mogla raspasti bez krvoprolića, unatoč nekim protuslovljima, ima jednoznačan odgovor: ne. Ideologija srpskog nacionalnog ujedinjenja po svaku cijenu i svim sredstvima imala je i ima (rezultati izbora, ispitivanje javnoga mišljenja i istupi srpskih uglednika poslije 2001. godine) potporu u većini srpskoga nacionalnog korpusa i nacionalne elite, pa je vjerojatno da bi se rat tijekom raspada SFRJ, da Miloševića nije bilo, dogodio i s nekim drugim srpskim političarem ili političarima. Svi pokušaji da se Slobodan Milošević učini isključivim krivcem jalovi su: jedino nestanak ideologije nacionalne dominacije i ekspanzije jamči snošljivu budućnost srpskog naroda sa susjednima.

## Državne funkcije
- Predsjednik Gradskog komiteta SK Beograda (1984. – 1986.)
- Predsjednik Saveza komunista Srbije (svibanj 1986. - svibanj 1989.)
- Predsjednik Predsjedništva SR Srbije (svibanj 1989. - prosinac 1990.)
- Predsjednik Republike Srbije (prosinac 1990. - srpanj 1997.)
- Predsjednik Savezne Republike Jugoslavije (srpanj 1997. - listopad 2000.)

## Zanimljivosti
- Nije odslužio obvezni vojni rok.[2]

## Vanjske poveznice
- Raspad SFRJ  Arhivirana inačica izvorne stranice od 16. ožujka 2005. (Wayback Machine)

- Slobodan Milošević-biografija  Arhivirana inačica izvorne stranice od 11. lipnja 2007. (Wayback Machine)

- Prijepisi sa suđenja Miloševiću

| Prethodnik:                                                       | Predsjednik Republike Srbije 1990. – 1997. | Nasljednik:                     |
| predsjednik Predsjedništva SR Srbije Petar Gračanin 1987. – 1989. | Predsjednik Republike Srbije 1990. – 1997. | Milan Milutinović 1997. – 2002. |

| Prethodnik:               | Predsjednik Savezne Republike Jugoslavije 1997. – 2000. | Nasljednik:                      |
| Zoran Lilić 1993. – 1997. | Predsjednik Savezne Republike Jugoslavije 1997. – 2000. | Vojislav Koštunica 2000. – 2003. |